# Марстерс, Том
Том Джон Марстерс (англ. Tom John Marsters; род. 4 августа 1945, атолл Палмерстон) — политик Островов Кука, с 27 июля 2013 года представитель короля Великобритании на островах.
Окончил Авельский сельскохозяйственный колледж в Самоа и технологический институт Гримсби в Великобритании. До прихода в политику работал в качестве государственного чиновника. С 1968 по 1999 годы был секретарём Партии Островов Кука.
Впервые избран в парламент на довыборах в 1991 году.
Работал в качестве министра общественных работ в кабинете Джеффри Генри, но ушёл со своего поста в 1997 году в знак протеста против сокращения бюджета. Позднее был министром в первой коалиции кабинета Роберта Вунтона с 2002 года, но был уволен в 2003 году после переформирования правительственной коалиции. Вернулся в кабинет после выборов 2004 года, когда Вунтон пытался собрать новую коалицию. После ухода Вунтона работал в кабинете Джима Марураи, имея портфели министра иностранных дел, транспорта, молодежи и спорта.
В августе 2005 года Марураи уволил лидера Партии Островов Кука Джеффри Генри из кабинета, что вынудило эту партию пересмотреть свою роль в управлении государством. Через месяц Мастерс был также уволен, а коалиция формально распущена.
Вернулся в правительство в декабре 2010 года после того, как Партия Островов Кука победила на выборах 2010 года. Занимал пост заместителя премьер-министра и министра иностранных дел.
27 июля 2013 года назначен представителем королевы, заменив Фредерика Туту Гудвина.